# Wylam
Wylam /ˈwaɪləm/ é uma vila e freguesia inglesa do condado de Northumberland. Ela está situada a cerca de 16 km a oeste da cidade de Newcastle upon Tyne.
É famosa por ser o lugar onde nasceu George Stephenson, sua residência de campo, pode ser encontrada no lado norte do rio Tyne 1,2 km a leste do centro da vila. Porém não está aberta à visitação por conta da pandemia de COVID-19.
Wylam possui conexões mais profundas com os pioneiros da tecnologia ferroviária: o engenheiro Timothy Hackworth, que trabalhou com Stephenson, também era natural de Wylam. William Hedley nasceu no vilarejo próximo de Newburn mas frequentou a escola da vila em questão. Hedley, no futuro, projetou e construiu a locomotiva Puffing Billy em 1813, dois anos antes da construção de Blücher, a primeira locomotiva de George Stephenson. 

## História
Outrora um local de trabalho industrial com minas de carvão e uma siderúrgica, é atualmente uma vila de Newcastle upon Tyne e Hexham, servida pela linha ferroviária do Vale do Tyne (Tyne Valley line).
A menção mais antiga a Wylam está em um documento de 1158 que aponta que o assentamento pertencia ao priorado em Tynemouth. achava-se que Guy de Balliol, Senhor de Bywell, doou Wylam ao priorado em 1085. Os Priores de Tynemouth possuíram as terras da aldeia até a Dissolução dos Mosteiros no século XVI.
A família Blackett tem tido uma associação de longa dada com o vilarejo: em 1659, Christopher Blackett adquiriu o cargo de Lord of the Manor de Wylam após a morte de Thomas Fenwick, pai de sua esposa. Após a morte de Christopher, seu segundo filho, John Blackett, recebeu a posse da terra e adquiriu ainda mais terreno na região, incluindo duas fazendas no vilarejo em 1685. Essas fazendas formaram uma propriedade e residência de tamanho moderado para a família Blackett até mais da metade do século XX. A senhoria da terra da cidade incluía direitos para a exploração mineral dos terrenos da cidade, o que permitiu o desenvolvimento da carvoaria local pela família, aumentando ainda mais sua prosperidade. 